# Enzo Bianchi

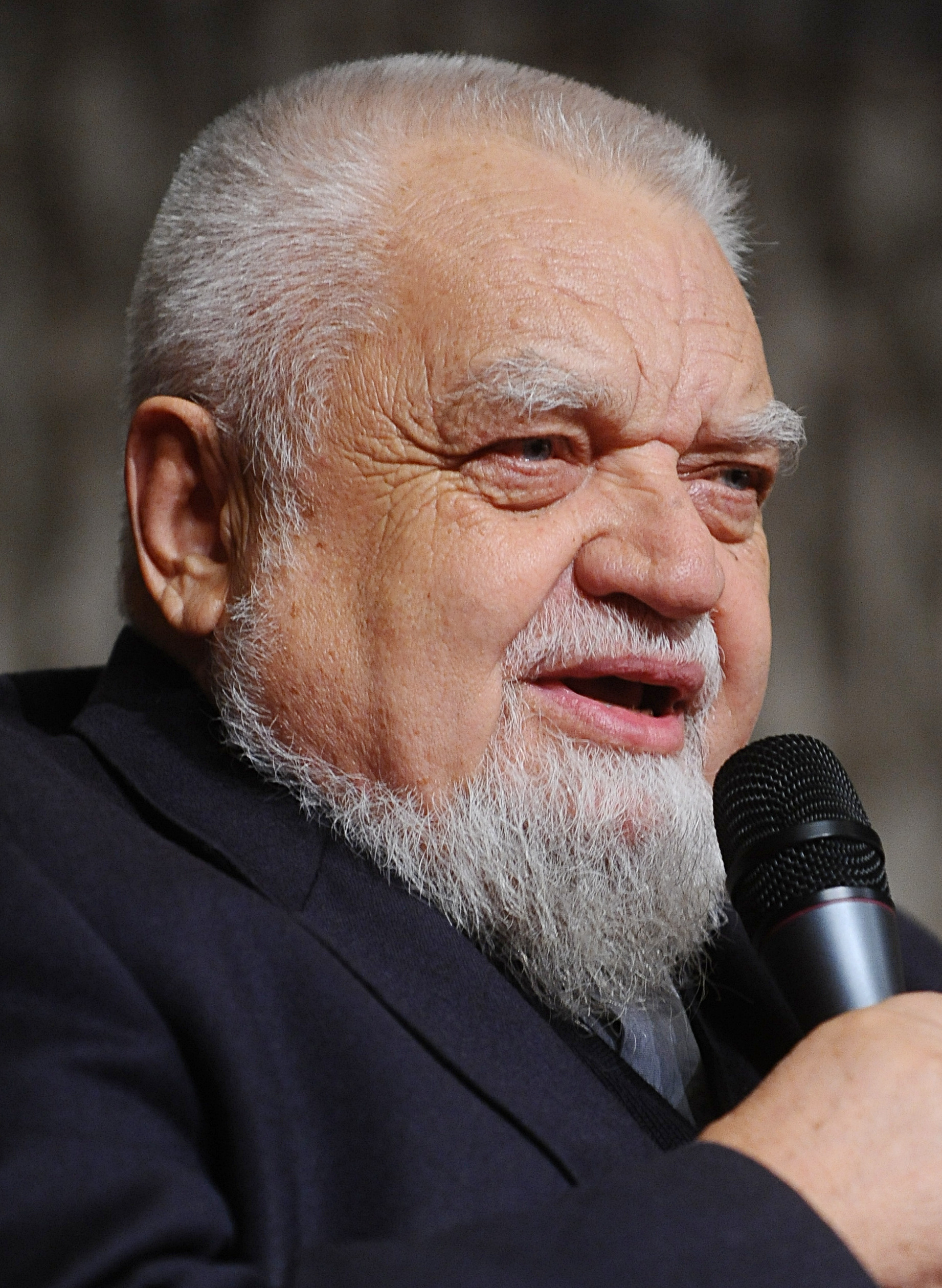
Enzo Bianchi (2013)

Enzo Bianchi (Castel Boglione, 3 maart 1943) is de stichter van een gemengde en oecumenische monastieke gemeenschap te Bose, niet ver van Turijn, in Noord-Italië. Hij is een van de christelijke spirituele autoriteiten van onze tijd, die pleit voor de herontdekking van de radicaliteit van het christelijk geloof en een christelijk leven dat gestoeld is op het luisteren naar Gods Woord (lectio divina), de persoonlijke relatie met Christus en een openheid op de wereld, gekleurd door een onvoorwaardelijke liefde voor de mensen.
In 2017 werd Bianchi als prior opgevolgd door Luciano Manicardi. Begin 2020 besloot de kerk na een onderzoek en een apostolische visitatie dat Bianchi het klooster moest verlaten, na ernstige problemen in de uitoefening van zijn gezag.